# Cratere Banff
Banff  è un cratere sulla superficie di Marte.